# Abbazia di Santa Maria di Valdiponte
L'abbazia di Santa Maria di Valdiponte è un antico complesso monastico benedettino situato a nord di Perugia, presso la località Montelabate, nome con il quale è oggi comunemente nota.

## Storia

### La fondazione
La data di fondazione non può essere determinata con esattezza, ma è collocabile nel IX-X secolo: le prime evidenze documentarie, infatti, risalgono al 969: papa Giovanni XIII, con un privilegio, conferma all'abate Pietro le proprietà monastiche e lo incarica di restaurare e riformare il monastero secondo l'antica regola di san Benedetto, segno che esso doveva già avere alle sue spalle una parabola fondazione-crescita-decadenza.
A dire il vero, l'esegesi di tale documento presenta qualche difficoltà: esso è pervenuto, infatti, solo in copie settecentesche, a opera dell'erudito perugino Annibale Mariotti e del padre Giancolombino Fatteschi, rispettivamente del 1787 e 1797, tratte non dall'originale ma da un'altra copia non pervenutaci (presumibilmente la stessa), e Vittorio De Donato, l'editore delle pergamene più antiche del monastero, ha potuto attribuirlo a papa Giovanni XIII solo attraverso i nomi di scriniario e datario (in precedenza studiosi come Amatori ne attribuivano la paternità a papa Giovanni XIX, postdatandolo dunque di circa un secolo, all'anno 1030). Inoltre, l'apparente omonimia fra questo abate di Valdiponte e il contemporaneo abate di San Pietro di Perugia (entrambi infatti, a quanto sembra, avevano nome Pietro), destinatario anch'egli, con tutta probabilità, di una bolla di Giovanni XIII, ha spinto Giorgio Cencetti a ipotizzare l'eventualità che il documento originale fosse in realtà indirizzato a quest'ultimo, e che la pergamena da cui poi nel XVIII secolo si trassero le copie ora nell'archivio di Valdiponte fosse in realtà una falsificazione opera di qualche monaco o notaio.
La prima attestazione certa di Valdiponte, da un documento originale, è allora la menzione che ne viene fatta in un testamento del settembre 995, che è anche il documento più antico conservato presso l'Archivio di Stato di Perugia.

### L'espansione
I secoli XI-XII costituiscono, per il monastero, la fase di espansione della proprietà fondiaria e di affermazione della propria posizione egemonica su un vasto territorio, che, senza contare le aziende più distanti e isolate, raggiungerà a ovest il lago Trasimeno, a sud la città di Perugia, a est si estenderà anche all'interno della diocesi di Gubbio, a nord fino all'attuale Umbertide. Il meccanismo di costruzione di tale fortuna è quello tipico delle fondazioni monastiche del periodo, le donazioni pro anima o le cessioni di diritti.
Decisivo per le successive fortune del cenobio fu il momento della sua diretta soggezione alla Santa Sede e dello svincolamento da qualsiasi pretesa del potere episcopale locale. A questo traguardo Valdiponte giunse in modo non propriamente lineare, nel corso di una vicenda che la vide accomunata ad altre due importanti istituzioni monastiche del territorio, nuovamente S. Pietro di Perugia e San Salvatore di Monteacuto. Poste sotto la giurisdizione del vescovo Andrea da Benedetto IX (1034) e Gregorio VI, i successori di questi, Clemente II e Leone IX, per fermarne la dispersione dei beni, ne annullarono le disposizioni, confermando ai rispettivi abati i loro possessi mobili e immobili, come il diritto a percepire le decime e le primizie, la facoltà di scegliere qualsiasi vescovo per l'ordinazione dei chierici, nonché il loro status di immediata soggezione al papa.
I secoli XI e XII vedono in Europa il diffondersi dei movimenti di riforma monastica, a partire da quelli sorti a Cluny e Cîteaux, per giungere alle nuove proposte elaborate a Camaldoli, Vallombrosa, etc.; Valdiponte rimane però estranea a questa generale tendenza al rinnovamento: l'abbazia non entra a far parte di alcuna struttura congregazionale, e continuerà a essere benedettina della primitiva osservanza, autonoma e autocefala, alle dirette dipendenze di Roma (solo nel 1749 vi verrà introdotta la riforma cistercense).
A partire dal XIII secolo, la natura della documentazione muta: la fonte è sempre costituita unicamente dal fondo diplomatico (le prime scritture su registro conservate compaiono solo nel 1265), ma le donazioni e le acquisizioni si fanno più rare, e cedono il posto a sempre più numerose concessioni enfiteutiche o di livello, di media e lunga durata, di terreni di proprietà dell'abbazia a laici della zona dipendenti dal monastero.
Situato in un punto strategicamente importante tra le due città di Perugia e Gubbio, il monastero intrattiene rapporti con entrambi i Comuni; dalla documentazione appaiono più intensi ma nel complesso tranquilli quelli con Perugia, più sporadici ma con punte di tensione quelli con Gubbio: forse la massima frizione tra il monastero e quest'ultimo si ha negli anni 1270-1276, con il tentativo di Gubbio di assicurarsi il controllo sul castrum Fiblini, episodio da collocarsi nel più ampio contesto dei rapporti fra la città e Perugia in quel periodo: il ruolo di mediazione svolto dall'abbazia è testimoniato anche dal fatto che fu poi sede per la stipula del compromesso fra i due Comuni del 21 giugno 1259.
Nel complesso, il XIII è il secolo di maggior fortuna per Valdiponte: nel settembre del 1277 l'abate, assieme ai rappresentanti di tutti i principali enti religiosi del territorio (gli abati di San Paolo di Valdiponte e di San Salvatore di Monte Acuto; i priori di Sant'Agnese, di Santa Maria Rossa, di San Giovanni del Prugneto, dell'Ospedale di Castiglione Ugolino, i precettori di San Giustino d'Arno e di San Girolamo), viene invitato dalle autorità comunali perugine a due riunioni sull'acquedotto, nella residenza e alla presenza del vescovo e di fra Bevignate, allo scopo di fornire un aiuto concreto per la realizzazione dell'opera, su cui erano concentrate in quegli anni le energie e le risorse dell'intera collettività, culminata nella Fontana Maggiore di Nicola e Giovanni Pisano; nella rubrica 412 dello Statuto perugino del 1279, lo stesso abate è esplicitamente menzionato, assieme a quelli di S. Pietro, S. Salvatore di Monte Acuto, S. Paolo di Valdiponte, al vescovo di Perugia e all'arciprete di S. Lorenzo, fra gli omnes prelat[i] civitatis, comitatus et districtus Perusii con cui il podestà e il capitano del popolo, coadiuvati dai consoli delle Arti e da sapientes, dovranno trattare per giungere alla nomina congiunta di due giudici preposti alle cause vertenti fra gli ecclesiastici e i laici della città e del contado. A conferma di questa posizione di primo piano, poi, vi sono anche le numerose imprese architettoniche ed edilizie che si susseguono in questo periodo: durante l'abbaziato di Oratore (1205-1222) viene riedificato il chiostro, come testimonia un'iscrizione su un capitello, nel 1234 la chiesa è restaurata insieme al coro; nel 1269 viene costruito dall'abate Trasmondo (1266-1285) il campanile, e lo stesso abate fa anche affrescare da un artista ignoto la sala del capitolo; nel 1297 l'abate Deodato (1286-1302) fa fabbricare la loggia superiore del chiostro per averla a livello della chiesa. Ancora nel 1315 è l'abate Uguccione Monalducci (1302-1338) a far realizzare un nuovo portale con un rosone.

### L'inizio del declino
Il XIV secolo porta un deciso e importante rinnovamento nelle modalità di gestione delle proprietà, di cui è specchio anche la maggior ricchezza e varietà delle fonti documentarie, ma inizia la fase di "ripiegamento su sé stesso" del monastero, che rinuncia, con i suoi abati, ad avere un impatto sull'ormai troppo complessa e consolidata realtà sociale cittadina, come anche sulla sua vita religiosa. Tutto ciò sebbene in questo periodo la carica di abate sia spesso occupata da membri di importanti famiglie perugine, nell'ambito di strategie di potere delle singole consorterie: questo non aiuta al ristabilimento della pace interna al cenobio, e difatti la situazione raggiungerà una fase critica all'inizio del XIV secolo, dopo la morte di Deodato, e soprattutto nel 1318, sotto l'abate Uguccione I Monalducci, quando si profilò una vera e propria "fronda" di scontenti.
Nel 1404, dopo la morte dell'ultimo abate regolare, Giacomo, l'abbazia diventa commenda, della quale a lungo (1527-1651) saranno titolari i membri della famiglia Cesi di Todi: ciò influisce negativamente sulle vitalità e capacità di iniziativa tipiche dell'antico cenobio: inoltre, l'istituto della commenda è ritenuto da più di uno studioso la causa principale della singolarità che caratterizza l'archivio di Valdiponte, ovvero del fatto che in esso non si trovi alcun documento di provenienza imperiale e solo pochi di provenienza papale; secondo Amatori (ripreso da Ettore Ricci), quei documenti, che pure dovevano esserci stati, furono sottratti dagli abati commendatari e posti in custodia altrove.
La fine del XVI secolo è un momento di riorganizzazione dell'archivio, operazione resasi necessaria da contingenze pratiche come la risoluzione di controversie patrimoniali con i canonici di San Mariano di Gubbio per il possesso della chiesa di S. Pietro in Vigneto, e di cui si occupa il monaco Marcantonio Pandora, redattore del primo Summarium delle pergamene pervenutoci.
La decadenza del cenobio prosegue inesorabile nel XVII secolo, tanto che, alla morte dell'ultimo monaco, Pompeo Berardi, l'abbazia viene secolarizzata. La regola vi viene reintrodotta solo nel 1749: in quel periodo (1743-1754) è abate commendatario il cardinale Filippo Maria de Monti, che si mostra maggiormente sollecito dei suoi predecessori nella cura dell'abbazia, finanziando operazioni di restauro architettonico e impegnandosi nel recupero dei diritti e dei beni del monastero. Quando i cistercensi ripresero possesso dell'abbazia, la Chiesa versava ancora in uno stato di grave degrado ed era adibita a granaio al quale avevano accesso le bestie da soma.

### La chiusura
Dopo la parentesi repubblicana e napoleonica, in cui anche il cenobio di Valdiponte viene soppresso e i suoi beni espropriati (1808-1815), la definitiva chiusura del monastero avverrà nel 1859-1860, con l'allontanamento del già ricordato d. Alberico Amatori, che ne è stato l'ultimo abate e il primo estensore di memorie storiche. L'ingente archivio viene accolto nei depositi della Biblioteca Augusta, le opere d'arte trovano posto nella Galleria nazionale dell'Umbria. L'edificio, divenuto di proprietà privata, viene lasciato in stato di abbandono: durante la seconda guerra mondiale viene usato negli anni 1943-1944 come deposito per le opere d'arte conservate nella Galleria nazionale dell'Umbria, per alcune di quelle della Pinacoteca di Brera e per le collezioni di maggior pregio della Biblioteca Augusta. Infine, nel 1956 viene acquistato dalla Fondazione Gaslini di Genova, che ne è ancora oggi proprietaria.

## Serie degli abati
Abati regolari
- Pietro I <969>
- Pietro II (?) <1020>
- Benedetto <1040>
- Giovanni <1049-1068>
- Rustico <1079?-1090?>
- Corvino <1097>
- Arnaldo <1108-1109>
- Gebizone <1116-1118>
- Attone <1119-1123>
- Bernardo <1127?-1134>
- Tebaldo I 1137-1145
- Alberto 1145-1152
- Tebaldo II 1156-1182
- Armanno 1182-1204
- Oratore 1204-1221
- Ugolino 1222-1226
- Martino 1227-1231
- Bono 1232-1233
- Ercolano 1234-1266
- Trasmondo 1266-1285
- Deodato 1286-1302
- Uguccione I 1302-1338
- Uguccione II 1339-1348
- Paolo 1349-1389
- Giacomo 1389-1404

Abati commendatari (dal 1404)
- Ludovico Guidarelli 1405-1427
- Pietro de Capellis 1427-1434
- Gaspare Bartolomei 1434
- Giacomo Filippo degli Arcipreti
- Girolamo Basso della Rovere 1480
- Orlando del Carretto
- Lorenzo Fieschi
- Francesco Armellini Pantalassi de' Medici 1504-1527
- Federico Cesi
- Ottavio Cesi
- Paolo Emilio Cesi † 1537
- Federico Cesi † 1565
- Pierdonato Cesi
- Angelo Cesi (I) 1585-1614
- Bartolomeo Cesi 1614-1620
- Angelo Cesi (II)
- Giuseppe Brianza Panzirolo
- Pietro Ottoboni † 1740
- Filippo Maria de Monti 1743-1754
- Clemente Argenvilliers
- Luca Melchiore Tempi
- Carlo Caprara
- Giannangelo Braschi 1767-1773
- Giovanni Ottavio Bufalini 1773-1782
- Carlo Livizzani Forni
- Bartolomeo Pacca
- Francesco Gentilini

Abati regolari (dal 1749)
- Livio Maria Fabretti 1749-1788
- Lorenzo Fabrini 1788-1791
- Giacomo Frattini 1791-1801
- Amedeo Taloni 1801-1806
- Gerardo Mazzarini 1806-1808
- Giuseppe Gerbolini 1818-1834
- Romano Gasperini 1834-1840
- Tommaso Persichetti 1845-1850
- Alberico Amatori 1851-1859